# 黑鼻崖遗址
黑鼻崖遗址，位于中国青海省互助县哈拉直沟乡尚家村，为第三批青海省文物保护单位，公布日期为1959年3月16日，类型为古遗址。
黑鼻崖遗址的历史年代为马家窑类型、卡约文化。